# David Schoen
David Schoen (Washington D. C., 1958) es un abogado estadounidense que se especializa en defensa criminal federal y leyes de derechos civiles. Fue uno de los abogados que representó al ex-presidente de los Estados Unidos Donald Trump durante su segundo proceso de destitución.

## Primeros años
Schoen nació en Washington D. C.. Su padre era un agente del FBI que murió cuando Schoen tenía cuatro años. Su madre era una mujer de negocios que dirigía una concesionaria de Ford. Ha recibido títulos de la Universidad George Washington (Licenciatura en Artes, 1980), la Escuela de Derecho de Boston College (Juris doctor, 1984) y la Facultad de Derecho de la Universidad de Columbia (Máster en Derecho, 1992).

## Carrera legal
La práctica de Schoen tiene su sede en Alabama. Su trabajo anterior incluye casos de derechos civiles que impugnan la violencia policial y carcelaria, asuntos relacionados con el acceso a boletas electorales y una demanda que impugna los abusos en el sistema de cuidado de crianza de Alabama. Schoen también representó a Roger Stone durante su juicio relacionado con los cargos formulados durante la investigación de Robert Mueller y brevemente a Jeffrey Epstein antes de su suicidio.

## Proceso de destitución de Trump
Schoen fue uno de los abogados que representó a Donald Trump durante su segundo proceso de destitución en el Senado de los Estados Unidos. El primer día del juicio, Schoen presentó un argumento legal de que el Senado carecía de jurisdicción para juzgar a un expresidente. Sostuvo que la acusación fue alimentada por un «odio vil» y una «lujuria por destituir». También mostró una copia del Libro Rojo de Mao, al comparar el juicio político con las acciones de regímenes autoritarios.
Schoen cerró su argumento el primer día con un emotivo recital de una parte del poema de 1849, The Building of the Ship de Henry Wadsworth Longfellow. Una cuenta de CNN describió a Schoen como «casi llorando» y que parecía «contener las lágrimas» mientras leía el poema.
Si bien el argumento del otro abogado del equipo de defensa de Trump, Bruce Castor, fue ampliamente criticado, The New York Times le dio crédito a Schoen por ofrecer «una actuación más animada» que «animó» al expresidente. Durante el cuarto día de procedimientos en el Senado, Schoen habló un total de 43 minutos.
Entrevistado después del juicio, Schoen señaló que el equipo de defensa estaba plagado de mala comunicación y coordinación internas y otros problemas de gestión. Schoen también se describió a sí mismo como una víctima de la «cultura de la cancelación», alegando que una oferta para enseñar una clase de derechos civiles fue revocada después de que accedió a defender al expresidente.

## Vida personal
Schoen es un judío ortodoxo practicante. Durante su presentación el primer día del juicio del proceso de destitución de Trump, Schoen llamó la atención por su práctica de cubrirse la cabeza con la mano cada vez que tomaba un sorbo de agua. Algunos judíos especularon que Schoen lo hacía por costumbre, al tratar de evitar que se cayera una kipá fantasma, o que cubría su cabeza con la mano mientras decía una bendición sobre el agua. Schoen explicó más tarde que «no estaba seguro de si era apropiado» usar una kipá en el juicio y «no quería ofender a nadie». Schoen también notó que le conmovió mover los correos electrónicos de otras personas que tenían problemas. con problemas relacionados con el uso de cubrirse la cabeza: «Nunca fue mi intención hacer ningún tipo de declaración, y no he aprendido lo suficiente para inspirar de otra manera, pero si esta experiencia y la discusión que surgió de ella tuvo algún impacto positivo de cualquier manera, entonces me siento realmente honrado de haber sido parte de eso, incluso sin saberlo».